# Bremar Cup 1977
Il Bremar Cup 1977 è stato un torneo di tennis. È stata la 7ª edizione del torneo, che fa parte del WTA Tour 1977. Si è giocato a Londra in Gran Bretagna, dal 5 all'11 dicembre 1977.

## Campionesse

### Singolare
Billie Jean King ha battuto in finale  Virginia Wade con il punteggio di 6–3, 6–1

### Doppio
Billie Jean King /  Renáta Tomanová hanno battuto in finale  Betty Stöve /  Virginia Wade con il punteggio di 6–2, 6–3